# میشائیل اشتینباخ
میشائیل اشتینباخ (آلمانی: Michael Steinbach؛ زادهٔ ۳ سپتامبر ۱۹۶۹) قایقران روئینگ اهل آلمان بود.
وی همچنین برندهٔ جوایزی همچون برگ بوی نقره‌ای شده‌است.